# Satellite Flight: The Journey to Mother Moon
Satellite Flight: The Journey to Mother Moon è il quarto album in studio del rapper statunitense Kid Cudi, pubblicato il 25 febbraio 2014.

## Tracce
1. Destination: Mother Moon – 1:51 (Scott Mescudi)
2. Going to the Ceremony – 3:48 (Scott Mescudi, Oladipo Omishore)
3. Satellite Flight – 4:35 (Scott Mescudi, Oladipo Omishore, Mark Mulcahy)
4. Copernicus Landing – 4:36 (Scott Mescudi)
5. Balmain Jeans (feat. Raphael Saadiq) – 5:27 (Scott Mescudi, Charles Wiggins)
6. Too Bad I Have to Destroy You Now – 6:17 (Scott Mescudi, Oladipo Omishore)
7. Internal Bleeding – 4:16 (Scott Mescudi)
8. In My Dreams 2015 – 1:46 (Scott Mescudi)
9. Return of the Moon Man (Original Score) – 5:15 (Scott Mescudi)
10. Troubled Boy – 3:23 (Scott Mescudi)

## Classifiche
| Classifica (2014) | Posizione massima |
| ----------------- | ----------------- |
| Belgio (Fiandre)  | 132               |
| Belgio (Vallonia) | 109               |
| Canada            | 7                 |
| Francia           | 115               |
| Regno Unito       | 67                |
| Stati Uniti       | 4                 |